# Uralkodók listái földrajzi elhelyezkedés szerint
Az alábbi lista az uralkodók (fáraók, császárok, királyok stb.) életrajzainak listáit tartalmazza a földrajzi elhelyezkedésük szerint.  Az egyes kontinensek régiói a kontinensek önálló szócikkeiben elfogadott régió-beosztást követik.

## Európa
- Általános: A nyugati császárok listája (frank, francia, német császárok)

### Nyugat-Európa
- Belgium uralkodóinak listája
- Franciaország:

Történelmi államok a mai Franciaország területén 1030 körül

  - Franciaország uralkodóinak listája
  - Frank királyok listája
  - Aquitania hercegeinek listája
  - Anjou grófjainak és hercegeinek listája
  - A Baszk Hercegség, illetve Gascogne hercegeinek listája
  - Burgund királyok listája
  - Burgundia hercegeinek listája
  - Burgundia grófjainak listája
  - Bretagne uralkodóinak listája
  - Champagne uralkodóinak listája
  - Nevers grófjainak listája
  - Normandia hercegeinek listája
  - Toulouse uralkodóinak listája
  - Blois grófjainak listája
  - Provence grófjainak listája
  - Vermandois grófjainak listája
- Írország:
  - Írország uralkodóinak listája
  - A Dublini Királyság uralkodóinak listája
- Lotaringia uralkodóinak listája
- Luxemburg nagyhercegeinek listája
- Nagy-Britannia

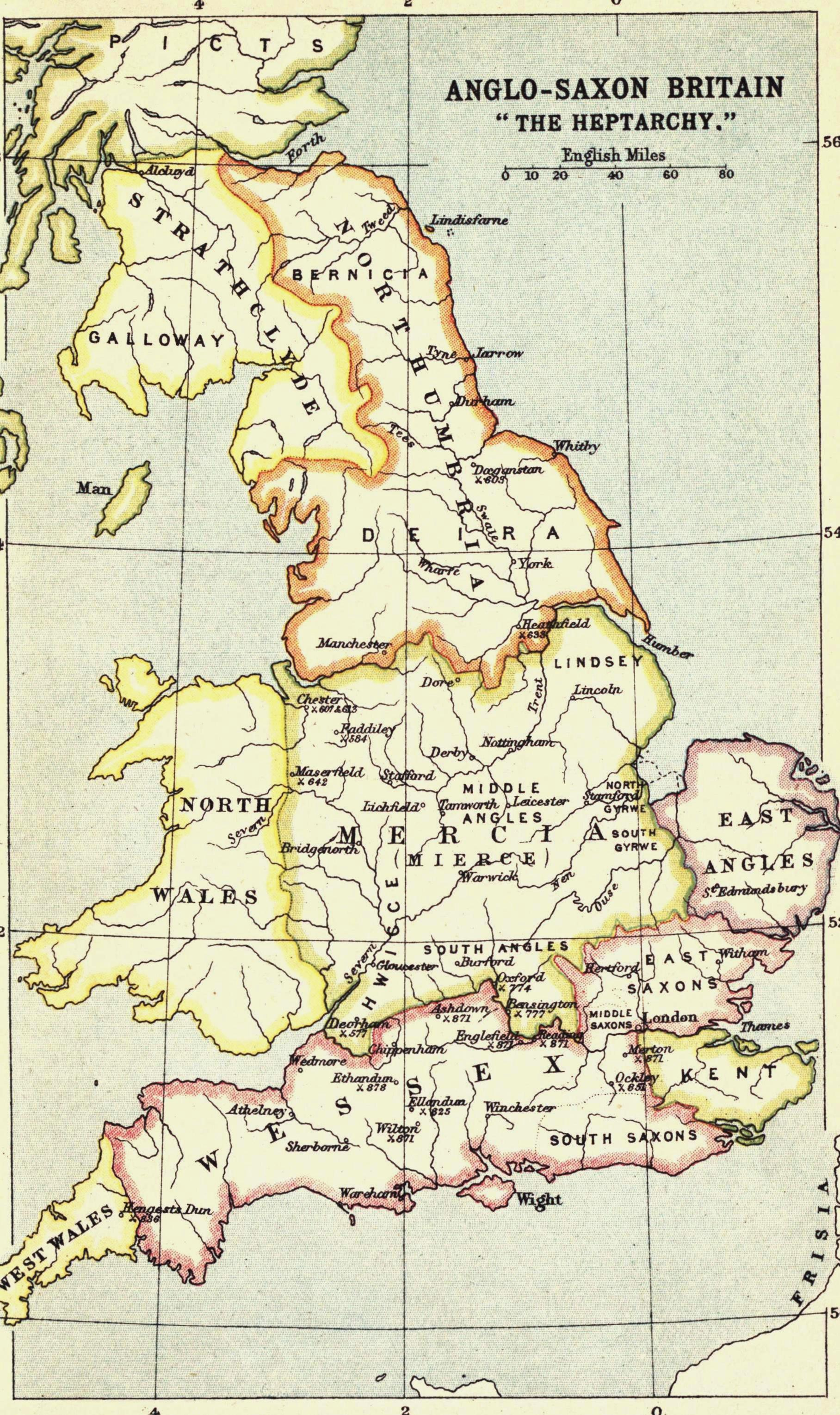
Történelmi államok a mai Nagy-Britannia területén a 8. században

- - Brit-szigetek uralkodóinak listája
  - Skócia uralkodóinak listája
  - Briton uralkodók listája
  - Pikt uralkodók listája
  - Dál Riata uralkodóinak listája
  - Deheubarth uralkodóinak listája
  - Hwicce uralkodóinak listája
  - Powys uralkodóinak listája
  - Strathclyde uralkodóinak listája
  - Wales uralkodóinak listája
  - A Man sziget és a Hebridák uralkodóinak listája

Németalföldi államok 1350-ben

  - A Man sziget királyainak listája
  - A Man sziget lordjainak listája
  - Kelet-Anglia királyai
  - Essex királyai
  - Kent királyai
  - Sussex királyai
  - Wessex királyai
  - Mercia királyai
  - Northumbria királyai
- Németalföld

- - Brabant uralkodóinak listája
  - Flandria grófjainak listája
  - Frízia uralkodóinak listája
  - Hollandia uralkodóinak listája
  - Hainaut grófjainak listája
  - Namur grófjainak listája

### Közép-Európa
- Ausztria:
  - Ausztria uralkodó hercegeinek és főhercegeinek listája
  - Osztrák császárok listája
  - Osztrák császárnék listája
- Csehország uralkodóinak listája
  - Morva őrgrófok listája
- Dák királyok listája
- Erdélyi fejedelmek listája
- Gepida királyok listája
- Lengyelország uralkodóinak listája
- Liechtenstein uralkodóinak listája
- Magyarország uralkodóinak listája
- Nagymorva uralkodók listája
- Németország:

- - Német királyok listája

Történelmi államok a mai Németország területén 1000 körül

Történelmi államok a mai Németország területén 1648-ban

  - Német császárnék és királynék listája
  - Alemann királyok listája
  - Baden uralkodóinak listája
  - Bajorország uralkodóinak listája
  - Bayreuthi őrgrófok listája (Brandenburg–Kulmbach)
  - Brandenburg uralkodóinak listája
  - Brandenburg–ansbachi őrgrófok listája
  - Braunschweig uralkodóinak listája
  - Frankföld uralkodóinak listája
  - Hannover uralkodóinak listája
  - Herul királyok listája
  - Hesseni tartománygrófok és választófejedelmek listája
  - Karintiai hercegek listája
  - Lausitzi tartománygrófok listája
  - Lotaringia uralkodóinak listája
  - Luxemburg grófjainak listája
  - Lüneburg uralkodóinak listája
  - Mecklenburg uralkodóinak listája
  - Meißen őrgrófjainak listája
  - Nassau uralkodóinak listája
  - A nyugati császárok listája
  - Obodrita uralkodók listája
  - Pfalz uralkodóinak listája
  - Sváb uralkodók listája
  - Szászország uralkodóinak listája
  - Az ernesztida szász hercegségek uralkodóinak listája
  - Türingia uralkodóinak listája
  - Schleswig hercegeinek listája
  - Schauenburg és Holstein grófjainak listája

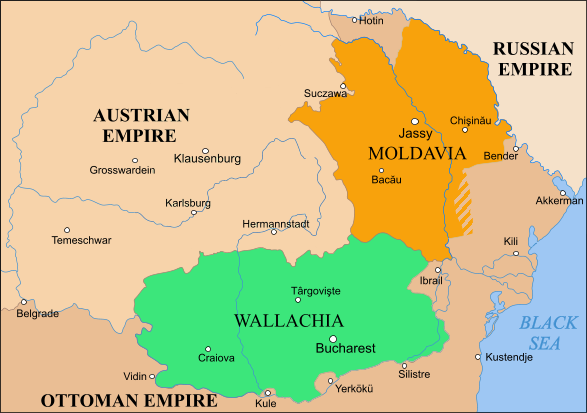
Történelmi államok a mai Románia területén
Transylvania = Erdélyi Fejedelemség
Moldavia = Moldvai Fejedelemség
Wallachia = Havasalföldi Fejedelemség

  - Württemberg uralkodóinak listája
- Obodrita uralkodók listája
- Pomerániai hercegek listája
- Románia:

- - Románia uralkodóinak listája
  - Havasalföldi fejedelmek listája
  - Moldvai fejedelmek listája

### Dél-Európa
- Málta államfőinek listája
- Monaco uralkodóinak listája
- Olaszország:

Itália 1084-ben

Itália a 19. században

- - Apulia és Calabria uralkodóinak listája
  - Durazzói kormányzók
  - Itália uralkodóinak listája
  - Keleti gót királyok listája
  - Longobárd királyok listája
  - Mantova uralkodóinak listája
  - Milánó uralkodóinak listája
  - Modena, Reggio és Ferrara hercegeinek listája
  - Nápolyi alkirályok listája
  - Nápoly uralkodóinak listája
  - Nápoly és Szicília uralkodóinak listája (A két Szicília Királysága)
  - Parma uralkodóinak listája
  - Szardínia királyainak listája
  - Savoya uralkodóinak listája
  - Toszkána uralkodóinak listája
  - Velencei dózsék listája
  - Vatikán: Római pápák listája (Itáliában – a vallási mellett – világi vezetők is voltak)
- Portugália uralkodóinak listája
- Római Birodalom:
  - Római királyok listája
  - Római császárok listája betűrendben
  - Római császárok listája időrendben
- Spanyolország:
  - Keresztény államok

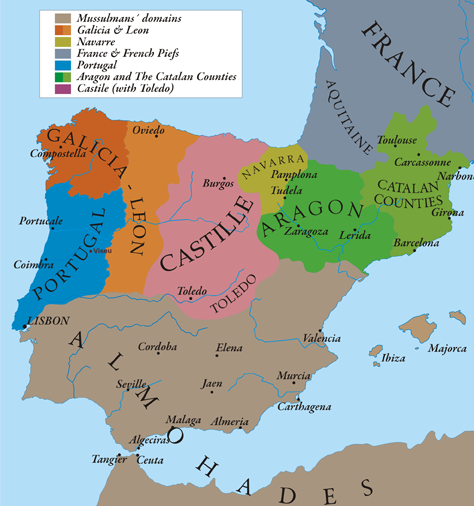
Történelmi államok a mai Spanyolország területén

- -     - Spanyolország uralkodóinak listája
    - Aragónia uralkodóinak listája
    - Asztúria uralkodóinak listája
    - Barcelona grófjainak listája
    - Galicia uralkodóinak listája
    - Kasztília uralkodóinak listája
    - León uralkodóinak listája
    - Mallorca uralkodóinak listája
    - Navarra uralkodóinak listája
    - Nyugati gót királyok listája
    - Valencia uralkodóinak listája

  - Arab államok
    - Córdoba kalifáinak listája
    - Sevilla királyainak listája
    - Almería emíreinek listája
    - Granada uralkodóinak listája
- Szvév uralkodók listája

### Délkelet-Európa
- Albánia uralkodóinak listája
- Bizánci császárok listája
- Bosznia uralkodóinak listája
- Bulgária uralkodóinak listája

Történelmi államok a mai Görög- és Törökország területén a középkor végén

- A Ciprusi Királyság uralkodóinak listája
- Durazzói kormányzók
- Épeirosz uralkodóinak listája
- Görögország:
  - Ókori görög uralkodók listája
  - Görögország uralkodóinak listája
  - Argosz uralkodóinak listája
  - Athén királyainak listája
  - Athéni Hercegség
  - Akháj Fejedelemség
  - Thesszalonikéi Királyság
  - Bizánci császárok listája
  - Makedón királyok listája
  - Moreai despoták listája
  - Mükéné uralkodóinak listája
- Horvátország uralkodóinak listája
- Illír uralkodók listája
- Konstantinápolyi Latin Császárság
- Makedón királyok listája
- Meránia hercegeinek listája
- Montenegró uralkodóinak listája
- Odrüsz uralkodók listája
- Szerbia uralkodóinak listája
  - Duklja uralkodóinak listája (mint alterület)
- Tirünsz uralkodóinak listája

### Kelet-Európa
- Boszporoszi uralkodók listája
- Hun uralkodók listája
- Oroszország uralkodóinak listája

Orosz fejedelemségek a 10.–11. században

- Rurikida orosz fejedelemségek uralkodóinak listája
- Ukrajna:
  - Halics uralkodóinak listája

### Észak-Európa
- Dánia uralkodóinak listája
- Lettország:
  - Kurföld hercegeinek listája
- Litvánia uralkodóinak listája
- Norvégia uralkodóinak listája
- Skandináviai gót királyok listája
- Svédország uralkodóinak listája

## Afrika

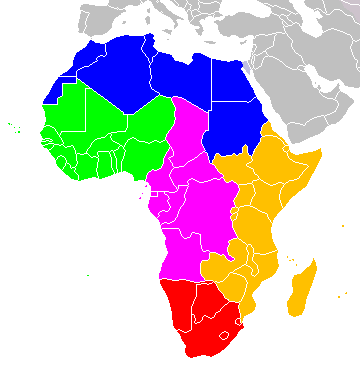
Afrika régiói az ENSZ felosztása szerint.

### Észak-Afrika
- Algéria uralkodóinak listája
- Egyiptomi fáraók listája
- Egyiptomi muszlim uralkodók listája
- Karthágó uralkodóinak listája
- Marokkó uralkodóinak listája
- Numidia uralkodóinak listája
- Tunézia uralkodóinak listája
- Vandál királyok listája

### Nyugat-Afrika
- Mali uralkodóinak listája
- Szongai uralkodóinak listája

### Közép-Afrika
- Kongó uralkodóinak listája

### Kelet-Afrika
- Akszúmi uralkodók listája
- Burundi uralkodóinak listája
- Etiópia uralkodóinak listája
- Madagaszkár uralkodóinak listája
- Szomália uralkodóinak listája
- Zanzibár uralkodóinak listája

### Dél-Afrika
- Szváziföld uralkodóinak listája

## Ázsia

### Délnyugat-Ázsia
- Akkád uralkodóinak listája

Történelmi államok a Közel-Keleten (Kr. e. 2. évezred)

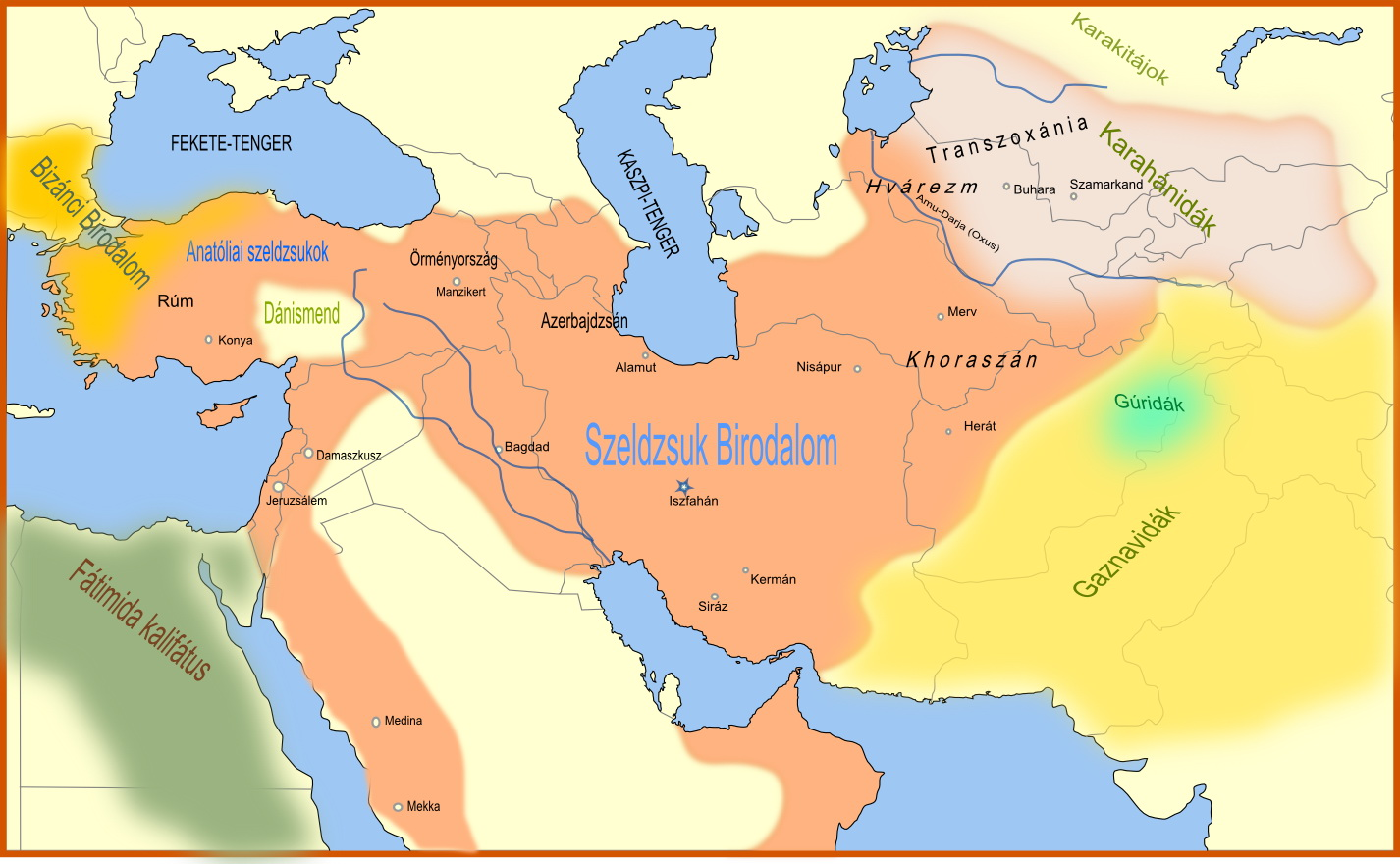
Történelmi államok a Közel-Keleten (12. század)

A keresztes államok következtében létrejött rövid életű államok a Közel-Keleten

- Alalah–Ugarit uralkodóinak listája
- Ani királyainak listája
- Antiochia fejedelmeinek listája
- Asszíria uralkodóinak listája
- Babilon királyainak listája
- Bahrein uralkodóinak listája
- Bithünia uralkodóinak listája
- Büblosz uralkodóinak listája
- Ebla királyainak listája
- Az Egyesült Arab Emírségek uralkodóinak listája
- Elám uralkodóinak listája
- Esnunna uralkodóinak listája
- Grúzia uralkodóinak listája
- Gurgum királyainak listája
- Hamát uralkodóinak listája
- Hettita uralkodók listája
- Hvárezmi sahok listája
- Irán
  - Perzsia királyainak listája
  - Perzsiai muszlim uralkodók listája
- Irak uralkodóinak listája
- Jamhad uralkodóinak listája
- Jemen uralkodóinak listája
- Jeruzsálem királyainak listája
- Jordánia uralkodóinak listája
- Kalifák listája (vallási és világi vezető a mai Közel-kelet területén)
- Kappadókia uralkodóinak listája
- Karkemis uralkodóinak listája
- Katar uralkodóinak listája
- Kizzuvatna uralkodóinak listája
- Kommagéné uralkodóinak listája
- Kumaha királyainak listája
- Kuvait uralkodóinak listája
- Lagas uralkodóinak listája
- Libanoni emírek listája
- Lüd uralkodók listája
- Mári uralkodóinak listája
- Melíd uralkodóinak listája
- Méd királyok listája
- Mitanni királyainak listája
- Mukis királyainak listája
- Nikaiai Császárság
- Omán uralkodóinak listája
- Örményország uralkodóinak listája
- Pártus királyok listája
- Pergamon királyainak listája
- Pontosz uralkodóinak listája
- Sumer királyok listája
  - Sumer királylista
- Szamal uralkodóinak listája
- Szászánida uralkodók listája
- Szaúd-Arábia uralkodóinak listája
- Szeleukida uralkodók listája
- Szeldzsuk uralkodók listája
- Szóphéné királyainak listája
- Tabaal uralkodóinak listája
- Tirka uralkodóinak listája
- Törökország:
  - Anatóliai bejek listája
  - Oszmán szultánok listája
- Trapezunti császárok listája
- Türosz uralkodóinak listája
- Ugarit uralkodóinak listája
- Urartu királyainak listája
- Zsidó királyok listája

### Közép-Ázsia
- Kalmük kánok listája
- Karahánida uralkodók listája
- Mongol államok: (nem csak a mai Mongólia területén)

Történelmi mongol államok 1335-ben (Arany Horda, Ilhánok, Csagatáj Kánság, Jüan Birodalom)

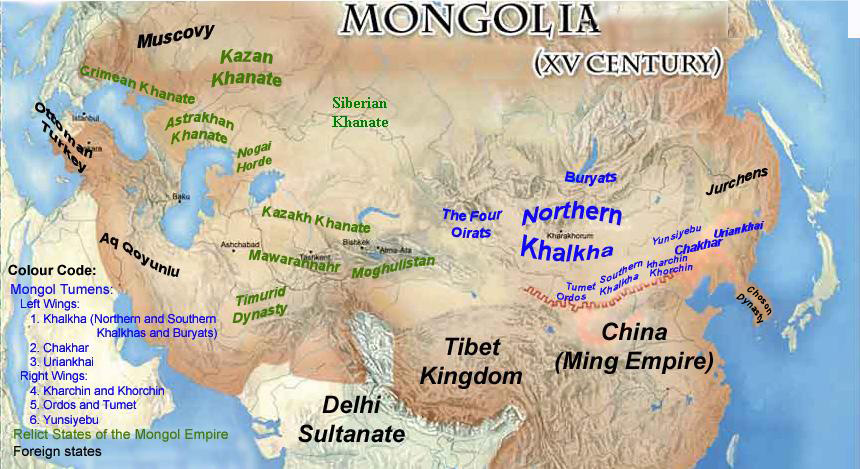
Történelmi mongol államok 1500 körül (zölddel!)

- - Mongol kánok listája, utódállamai:
    - Az Arany Horda kánjainak listája, utódállamai:
      - Asztraháni kánok listája
      - Buharai kánok listája
      - Hivai kánok listája
      - Kaszim kánok listája
      - Kazah kánok listája
      - Kazáni kánok listája
      - Kokandi kánok listája
      - Krími kánok listája
      - Szibériai kánok listája
      - Üzbég kánok listája

    - Csagatáj kánok listája
    - Északi Jüan kánok listája
- Türk uralkodók listája

### Dél-Ázsia
- Afganisztán uralkodóinak listája
- Bhután uralkodóinak listája
- Görög-Baktria uralkodóinak listája
- India uralkodóinak listája, egyesével:

- - Bengáli szultánok listája
  - Csola királyok listája
  - Delhi szultánjainak listája
  - Gupta uralkodók listája
  - Hojszala uralkodók listája
  - Kanva uralkodók listája
  - Kusán uralkodók listája
  - Maurja uralkodók listája
  - Pála uralkodóinak listája
  - Szunga uralkodók listája
  - Szúri uralkodók listája
  - Vidzsajangari uralkodók listája

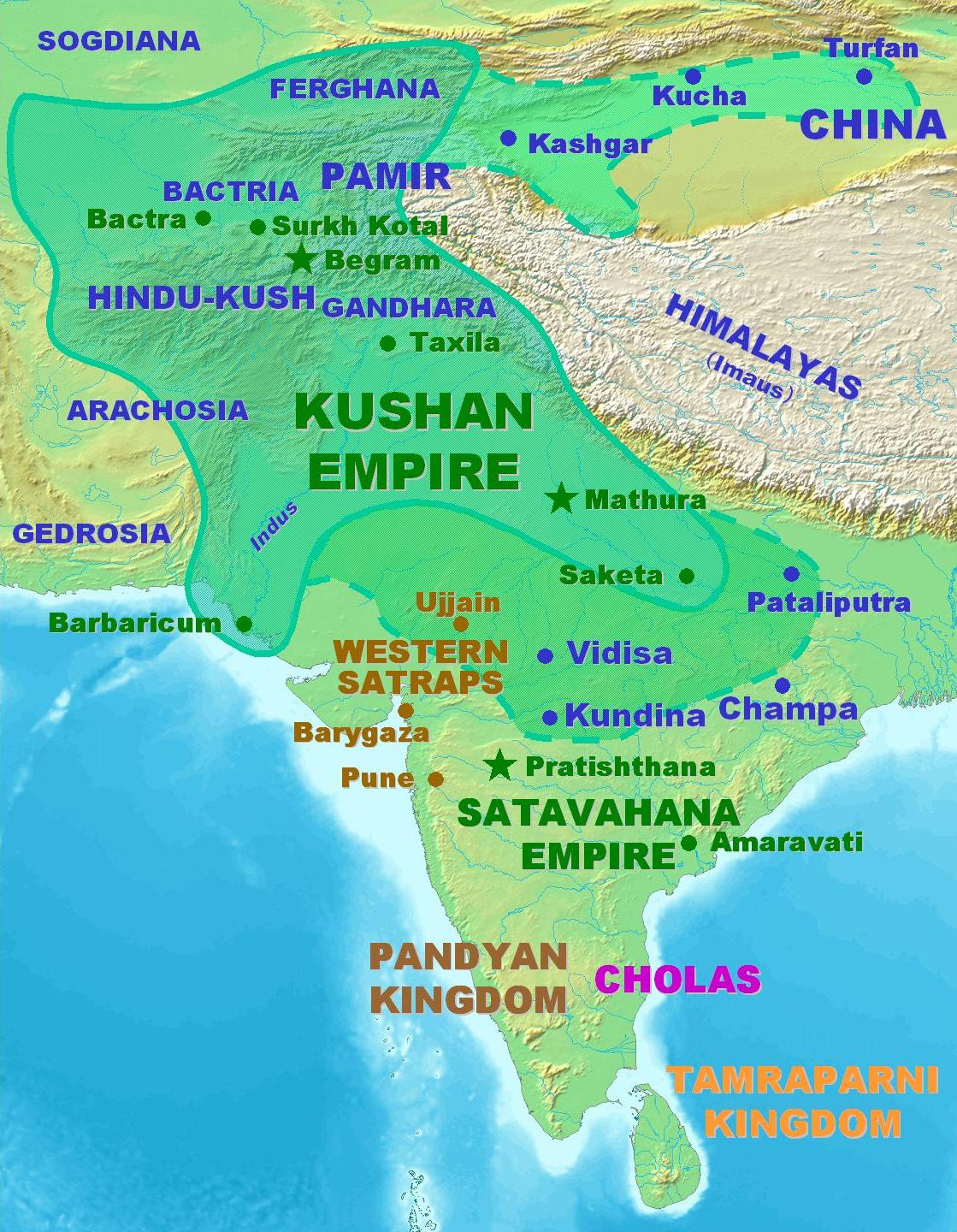
Ókori államok a mai India területén

  - Asszám: Pála-dinasztia (Kamarúpa)
  - Mogul uralkodók listája
  - Indiai Portugál Alkirályság: India portugál alkirályainak listája
- Nepál uralkodóinak listája
- Tibet:
  - Tibeti uralkodók listája
  - Dalai láma

### Délkelet-Ázsia
- Brunei uralkodóinak listája
- Burma uralkodóinak listája
- Kambodzsa uralkodóinak listája
- Laosz uralkodóinak listája
- Mataram Királyság
- Thaiföld uralkodóinak listája
- Vietnám uralkodóinak listája

### Kelet-Ázsia
- Japán császárainak listája
- Kínai uralkodók listája
- Korea uralkodóinak listája
- Rjúkjú-szigetek uralkodóinak listája

## Amerika

### Észak-Amerika
- Azték uralkodók listája

### Közép-Amerika
- Maja királyok listája

### Dél-Amerika
- Brazília uralkodóinak listája
- Inka uralkodók listája

## Ausztrália és Óceánia
- Hawaii uralkodóinak listája
- Tahiti uralkodóinak listája
- Tonga uralkodóinak listája
- Tuvalu uralkodóinak listája

## Lásd még
- Uralkodók listái országonként
- Uralkodónők listája
- Államok vezetői évek szerint
- Kortárs uralkodók listája
- Szentté, boldoggá avatott uralkodók listája
- Vallási vezetők listái ország szerint
- Köztársasági és miniszterelnökök listája